# 1991년 전국실업축구선수권대회
1991년 제1회 전국실업축구선수권대회가 개최되었으며 우승은 신탁은행 축구단, 준우승은 국민은행이 차지하였다.
한편 개인상 수상자는 다음과 같다

- 감독상 박병주(신탁은행 축구단)
- 최우수선수상 조창근 (신탁은행 축구단)
- 우수선수상 송명원 (국민은행)
- 득점상 황득하 (할렐루야)
- 감투상 신성환 (상무 축구단)